# Château de la Tour-Daniel
Le château de la Tour-Daniel est un édifice situé à Coubon, en France.

## Localisation
Le château est situé sur le territoire de la commune de Coubon, dans le département  de la Haute-Loire, en région Auvergne-Rhône-Alpes.

## Description
Le château, qui commandait le passage de la Loire et la route du Puy, appartenait à un réseau de défense existant depuis le haut Moyen Âge. Aucun document ne mentionne la Tour Daniel avant le XIVe siècle. A l'origine, le château se composait d'un donjon entouré d'une enceinte. L'édifice actuel présente trois époques de construction : le donjon rectangulaire du XIVe siècle ; le corps de logis en L du XVIe siècle aux décors importants ; la galerie classique du XVIIe siècle flanquée de deux échauguettes. La façade d'entrée, enchâssée entre deux anciennes tours, présente, au-dessus de la porte flamboyante de la tourelle d'escalier, quatre étages percés d'une baie à moulurations prismatiques. À chaque niveau, les parements sont ornés de boules et de pointes de diamant disposées en alternance. Ce type de décor exceptionnel rappelle le traitement de certaines façades espagnoles Renaissance. À l'intérieur, les cheminées de la salle des gardes et de la chambre d'honneur ont leurs manteaux sculptés de scènes de la vie du Christ. Sont encore conservées les menuiseries et serrureries des portes aux vantaux sculptés de la Renaissance, donnant accès à la cuisine, à l'oratoire, à la chambre d'honneur.

## Historique
Le nom du château vient de « Turris Neillis » ou Tour Noire, allusion au basalte noir dont les blocs ont servi à la construction du donjon au XIVe siècle.
Le château est classé au titre des monuments historiques par arrêté du 8 juin 1989.

## Protection
Le château, y compris l'enceinte extérieure, les cheminées et les portes suivantes à vantaux sculptés : rez-de-chaussée, porte d'entrée de la tourelle d'escalier et porte de la salle des Gardes donnant accès à la cuisine ; premier étage, porte d'entrée de la chambre d'honneur et porte de la chambre d'honneur donnant accès à l'oratoire.